# Polyépoxyde
 (juin 2025).
« Époxy » redirige ici. Pour les autres significations, voir Époxy (homonymie).
Les polyépoxydes ou polymères époxyde, communément appelés « époxy », sont des résines fabriquées par polymérisation de monomères époxyde sous l'effet d'un agent durcisseur (agent de réticulation) qui peut être à base d'anhydride d'acide, de phénol ou le plus souvent d'amine (polyamine, aminoamide).
Le représentant le plus connu des polymères époxyde est la colle Araldite.
Leur première synthèse date des années 1940.
Les résines époxyde (ou époxydiques) durcissent (irréversiblement) en présence d'un durcisseur, sous l'effet de la chaleur (matériaux thermodurcissables) :
résine époxyde + durcisseur → polyépoxyde.
En formulation, on leur incorpore divers durcisseurs, diluants réactifs ou non, plastifiants, charges, solvants, additifs (colorants, stabilisants…).
Elles sont l'une des causes les plus fréquentes d'eczéma allergique d'origine professionnelle car elles ont un fort pouvoir sensibilisant .

## Chimie
Les résines époxyde portent au moins deux groupes époxyde (oxiranes) très réactifs, généralement obtenus en faisant réagir l'épichlorhydrine avec un diol sous la forme d'un éther glycidylique. Dans plus de 75 % des cas, on fait réagir de l'épichlorydrine avec du bisphénol A.

## Synthèse, production

### Synthèse pétrochimique
Les matières premières pour la production de résine époxy sont aujourd'hui principalement dérivées du pétrole, bien que certaines sources dérivées de plantes soient désormais disponibles dans le commerce (par exemple, le glycérol dérivé de la production d'épichlorhydrine).
Le marché mondial de la résine époxy était évalué à environ 8 milliards de dollars en 2016. Le marché de la résine époxy est dominé par la région Asie-Pacifique, qui représente 55,2% de la part de marché totale. La Chine est le principal producteur et consommateur à l'échelle mondiale, consommant près de 35% de la production totale de résine. Le marché mondial est composé d'une centaine de fabricants de résines et de durcisseurs époxy de base. En Europe, environ 323 000 tonnes de résine époxy ont été fabriquées en 2017, générant environ 1 055 millions d'euros de ventes. L'Allemagne  est le plus grand marché de résines époxy en Europe, suivi de l'Italie, de la France, du Royaume-Uni, de l'Espagne, des Pays-Bas et de l'Autriche.
Ces fabricants de matières premières de base d'époxy mentionnés ci-dessus ne vendent généralement pas de résines époxy sous une forme destinée aux petits utilisateurs finaux, il existe donc un autre groupe d'entreprises qui achète des matières premières époxy auprès des principaux producteurs puis mélange, modifie ou personnalise les composés Epoxy à partir de ces matières premières. Ces entreprises sont connues sous le nom de «formulateurs». La majorité des systèmes époxy vendus sont produits par ces formulateurs et représentent plus de 60% de la valeur en dollars du marché de l'époxy. Il existe des centaines de façons dont ces formulateurs peuvent modifier les époxys - en ajoutant des charges minérales (talc, silice, alumine, etc.), en ajoutant des flexibilisants, des réducteurs de viscosité, des colorants, des épaississants, des accélérateurs, des promoteurs d'adhérence, etc. afin de réduire les coûts, améliorer les performances et améliorer la commodité d'utilisation. En conséquence, un formulateur typique vend des dizaines, voire des milliers de formulations, chacune adaptée aux exigences d'une application ou d'un marché particulier.

### Epoxy renouvelable, recyclé, biosourcé
Pour des raisons économiques et stratégiques en prévision des futurs problèmes d'approvisionnement de pétrole, il existe une recherche de sources renouvelables et une plus grande utilisation des matériaux biosourcés,,,. 
Les peintures époxy d'origine hydrique existent depuis les années 1970 et la recherche est en cours. 
Il y a aussi des tentatives pour utiliser les déchets ainsi que les matières premières recyclées. Des recherches se font sur l'utilisation de poudre de granit issue de l'industrie minière comme additifs dans la conception de liants pour les revêtements. 
D'autres travaux sont en cours pour produire des revêtements à base d'époxy à partir de matières premières recyclées, par exemple des bouteilles en Polytéréphtalate d'éthylène(PET).

## Usages

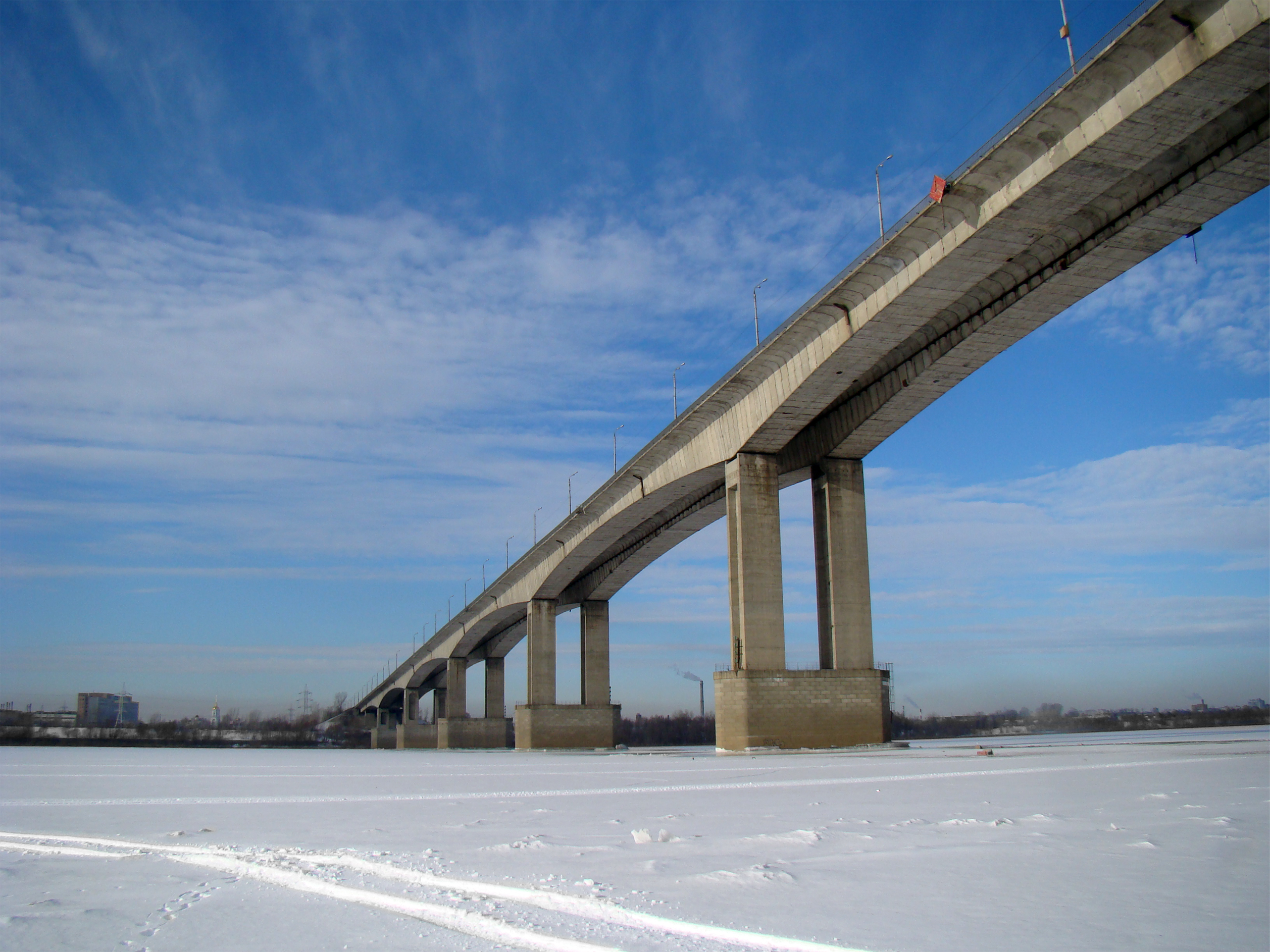
Le pont de Myza, à Nijni Novgorod (Russie), a été construit avec des blocs de béton collés à l'aide d'un polyépoxyde.

Les polyépoxydes sont couramment utilisés comme colles ou peintures.
Leurs propriétés chimiques les rendent utiles dans le domaine alimentaire comme dans celui de la construction.
En effet, une fois « sec » (après réticulation complète), un film de polyépoxyde ne réagit pratiquement plus avec les aliments ni avec le dioxygène (premier facteur de dégradation des aliments transformés), il agit donc comme une barrière étanche. Une fois « sec », il devient rigide et conserve sa forme, ce qui permet de l'utiliser pour renforcer les contenants qui en sont enduits.
De plus, lorsque le mélange réactionnel polymérise, il réagit chimiquement avec de nombreux matériaux organiques ou minéraux. Cette réaction en fait une colle ayant un bon facteur de traction en présence de maints matériaux (bois, verre, porcelaine, métal, etc.).
Quelques exemples d'utilisation :
- Navigation aérienne et spatiale

Les polyépoxydes sont utilisés dans la fabrication d'éléments structurels pour les avions, les fusées et les satellites. Dans l'industrie aérospatiale, l'époxy est utilisé comme matériau de matrice structurelle qui est ensuite renforcé par des fibres. Les renforts de fibres typiques comprennent le verre, le carbone, le Kevlar et le bore. Les époxy sont également utilisés comme colle structurelle. Des matériaux comme le bois, le lin, et d'autres « low-tech », sont collés avec de la résine époxy. Les époxys surpassent généralement la plupart des autres types de résines en termes de propriétés mécaniques et de résistance à la dégradation environnementale.
- Construction

Il existe des revêtements de sols en polyépoxyde.
- Décoration

Les résines polyépoxydes permettent de personnaliser des meubles en bois, et notamment de fabriquer des tables rivière. La résine époxy, mélangée à un pigment, peut être utilisée comme support de peinture, en versant des couches les unes sur les autres pour former une image complète. Il est également utilisé dans les bijoux, comme résine de doming pour les décorations et les étiquettes, et dans les applications de type découpage pour l'art, les comptoirs et les tables.
- Chimie

Les citernes de stockage, les tuyauteries et les pipelines ou leur revêtement intérieur et/ou extérieur sont fabriqués avec des polymères époxyde.
- Peintures et revêtements

Les revêtements époxy à deux composants ont été développés pour un service intensif sur des substrats métalliques et utilisent moins d'énergie que les revêtements en poudre thermodurcissables. Ces systèmes fournissent un revêtement protecteur résistant avec une excellente dureté. Les revêtements époxy monocomposants sont formulés sous forme d'émulsion dans l'eau et peuvent être nettoyés sans solvants.
Les revêtements époxy sont souvent utilisés dans les applications industrielles et automobiles car ils sont plus résistants à la chaleur que les peintures à base de latex et à base d'alkyde. Les peintures époxy ont tendance à se détériorer, ce que l'on appelle le « farinage », en raison de l'exposition aux UV.
Le changement de couleur, connu sous le nom de jaunissement, est un phénomène courant pour les matériaux époxy et est souvent préoccupant dans les applications d'art et de conservation. Les résines époxy jaunissent avec le temps, même lorsqu'elles ne sont pas exposées aux rayons UV. Des progrès significatifs dans la compréhension du jaunissement des époxydes ont été réalisés par Down d'abord en 1984 (vieillissement à l'obscurité naturelle)  et plus tard en 1986 (vieillissement à la lumière à haute intensité). Down a étudié divers adhésifs à base de résine époxy durcissables à température ambiante adaptés à une utilisation dans la conservation du verre, en testant leur tendance au jaunissement. Une compréhension moléculaire fondamentale du jaunissement de l'époxy a été obtenue lorsque Krauklis et Echtermeyer ont découvert l'origine mécaniste du jaunissement dans une résine époxy amine couramment utilisée, publiée en 2018. Ils ont découvert que la raison moléculaire du jaunissement de l'époxy était une évolution thermo-oxydative des groupes carbonyle dans le squelette polymère carbone-carbone via une attaque radicalaire nucléophile.
Les époxydes de polyester sont utilisés comme revêtements en poudre pour les laveuses, les sécheuses et autres "produits blancs". Les revêtements en poudre époxy liés par fusion (FBE) sont largement utilisés pour la protection contre la corrosion des tuyaux et raccords en acier utilisés dans l'industrie pétrolière et gazière, les conduites de transport d'eau potable (acier) et les barres d'armature de renforcement du béton. Les revêtements époxy sont également largement utilisés comme apprêts pour améliorer l'adhérence des peintures automobiles et marines, en particulier sur les surfaces métalliques où la résistance à la corrosion (rouille) est importante. Les boîtes et récipients en métal sont souvent recouverts d'époxy pour éviter la rouille, en particulier pour les aliments acides comme les tomates. Les résines époxy sont également utilisées pour les revêtements de sol décoratifs tels que les revêtements de sol en terrazzo, les revêtements de sol en copeaux et les revêtements de sol en granulats colorés.
Les époxy ont été modifiés de diverses manières, réagissant avec des acides gras dérivés d'huiles pour donner des esters époxy, qui ont été durcis de la même manière que les alkydes. Les plus typiques étaient L8 (80 % de graines de lin) et D4 (40 % d'huile de ricin déshydratée). Ceux-ci étaient souvent mis à réagir avec du styrène pour fabriquer des esters époxy styrénés, utilisés comme apprêts. Durcissement avec des composés phénoliques pour fabriquer des revêtements de tambour, durcissement des esters avec des résines amines et pré-durcissement des époxydes avec des résines amino pour fabriquer des couches de finition résistantes.
L'un des meilleurs exemples était un système d'utilisation d'époxydes sans solvant pour l'amorçage des navires pendant la construction, cela utilisait un système de pulvérisation sans air chaud avec prémélange en tête. Cela a évité le problème de rétention de solvant sous le film, qui a causé des problèmes d'adhérence plus tard.
- Électricité

Les polyépoxydes sont beaucoup utilisés dans les installations électriques, telles que les transformateurs, les turbines et les interrupteurs, ainsi que dans les éoliennes. Ils sont également destinés aux couches de protection et de confort pour les appareils ménagers, tels les machines à laver le linge et les lave-vaisselle.
- Électronique

L'électronique fait un usage intensif de ces polymères pour la réalisation des circuits imprimés, souvent associés à un tissu de fibres de verre, de même que pour l'encapsulage et l'habillage de composants électroniques. Ils jouent un rôle important dans l'informatique : toutes les cartes pourvues de composants électroniques en sont formées. Les composants électroniques mêmes (puces, mémoires…) sont aussi recouverts de polyépoxydes.
- Transport

Diverses pièces de voitures, telles les coiffes des distributeurs de courant et les ressorts à lames, sont fabriquées à partir d'époxydes. Il en est de même pour des carrosseries entières de voitures de course, ainsi que pour la coque de vedettes.
- Alimentation et boissons

Les cannettes pour boissons, de même que les réservoirs de stockage, cuve à vin, à bière ou destinés à d'autres denrées, peuvent être pourvus, à l'intérieur, d'une couche de polyépoxyde.
- Sports-loisirs

Les skis, raquettes, planches à voiles, planeurs, clubs de golf, cannes à pêche et même les instruments de musique ont été fortement améliorés grâce aux matériaux composites. Ces derniers sont par exemple fabriqués avec des résines époxyde combinées à de la fibre de verre ou de carbone.
- Pétrole & pétrochimie

Les époxydes peuvent être utilisés pour colmater des couches sélectives dans un réservoir qui produisent une saumure excessive. La technique est appelée "traitement de coupure d'eau".

### Colles époxyde

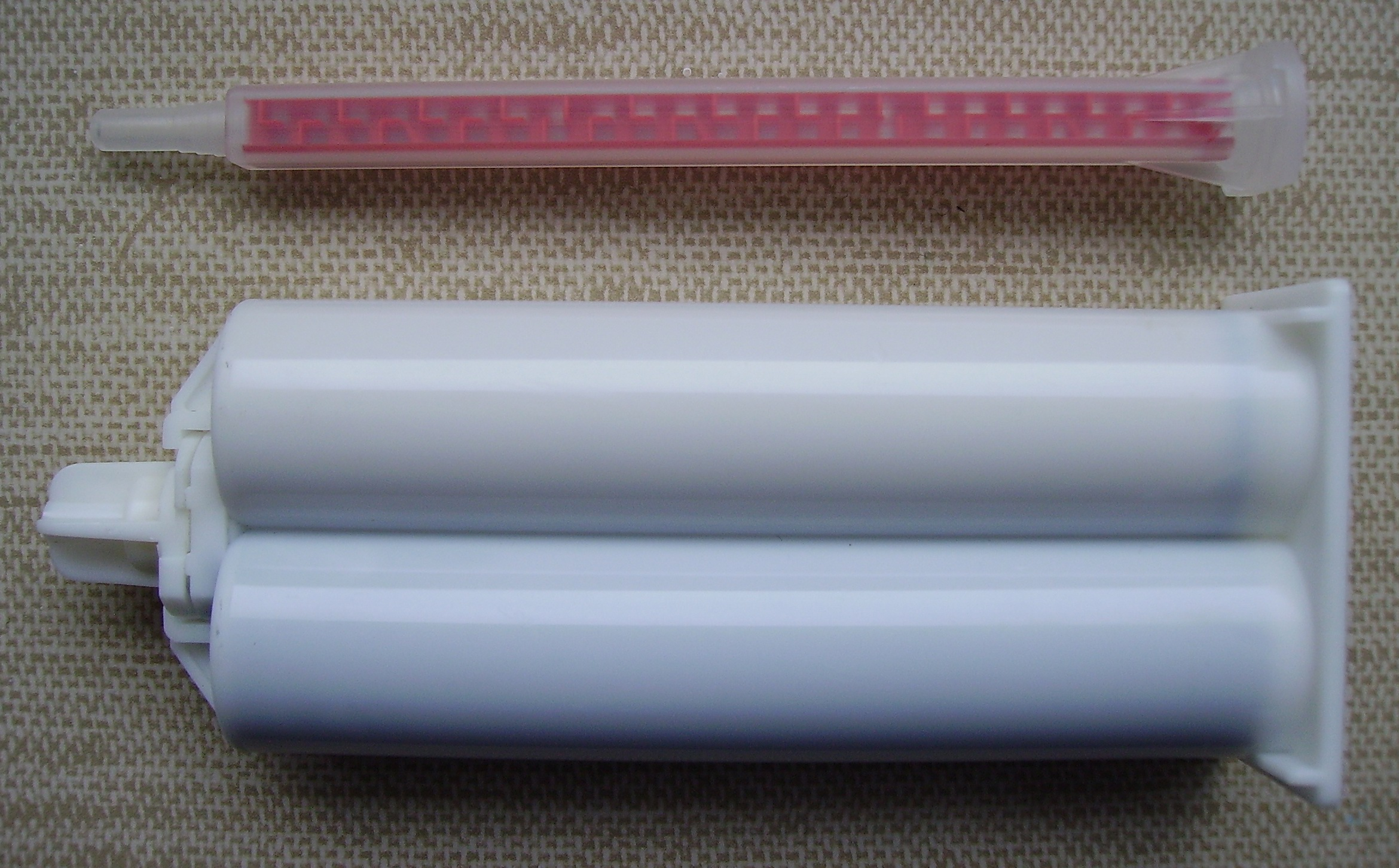
Système bicomposant (résine époxyde et durcisseur en minicartouche, séparés, avec mélangeur) jetable, pour un collage rapide à température ambiante.

La colle époxyde est composée de deux éléments toxiques : la résine et le durcisseur. Quand le mélange est parfaitement dosé, la polymérisation rend le matériau durci relativement stable et neutre.

## Toxicité

### Toxicité intrinsèque des composants de base

Structure du diglycidyl éther de bisphénol A.

Les composants de base, avant polymérisation, sont toxiques, et peuvent notamment libérer des esters dérivés de l'acide phtalique et des alcools divers. Le monomère peut être le DGEBA (en) (DiGlycidyl Éther de Bisphénol A), le bisphénol A étant fortement soupçonné d'agir comme un perturbateur endocrinien. Les résines époxyde non DGEBA sont :
- cycloaliphatiques ;
- novolaques ;
- des hydantoïnes ;
- bromées ;
- des acrylates.

Les durcisseurs ou catalyseurs sont :
- des amines aliphatiques :
  - éthylènediamine,
  - diéthylènetriamine,
  - triéthylènetétramine,
  - isophorone diamine ;
- des amines aromatiques :
  - MDA (méthylène dianiline) (ou dit DDM pour diaminodiphénylméthane),
- des durcisseurs anhydrides :
- TGIC.

### Effets toxiques/symptômes
- Irritation cutanée, causée par les résines, mais plus encore par les durcisseurs.
- Eczéma de contact, par les résines les plus sensibilisantes (plutôt que les durcisseurs), avec éventuelles atteintes du visage (dont paupières…). On observe des dermatoses professionnelles chez les travailleurs exposés[3],[17].
- Allergies croisées ? Le Patch test est souvent négatif pour les résines époxyde non DGEBA.
- Ces résines ne semblent pas induire d'asthme ou de cancers[18]. Un cas unique d'eczéma de contact évoluant en lésion cancéreuse a été observé[19].

Les résines époxy liquides à l'état non durci sont principalement classées comme irritantes pour les yeux et la peau, ainsi que toxiques pour les organismes aquatiques. Les résines époxydes solides sont généralement plus sûres que les résines époxydes liquides, et nombre d'entre elles sont classées parmi les matériaux non dangereux. Un risque particulier associé aux résines époxy est la sensibilisation. Il a été démontré que le risque est plus prononcé dans les résines époxy contenant des diluants époxy de faible poids moléculaire. L'exposition aux résines époxy peut, avec le temps, induire une réaction allergique. La sensibilisation se produit généralement en raison d'une exposition répétée (par exemple en raison d'une mauvaise hygiène de travail ou d'un manque d'équipement de protection) sur une longue période. La réaction allergique se produit parfois à un moment qui est retardé de plusieurs jours à partir de l'exposition. La réaction allergique est souvent visible sous forme de dermatite, en particulier dans les zones où l'exposition a été la plus élevée (généralement les mains et les avant-bras). L'utilisation d'époxy est l'une des principales sources d'asthme professionnel chez les utilisateurs de plastiques. Une élimination sûre doit également être envisagée, mais implique généralement un durcissement délibéré pour produire des déchets solides plutôt que liquides.

## Commerce
La France, en 2018, est importatrice nette de résine époxyde, d'après les douanes françaises.